# Дискография Рика Эстли
Дискография британского поп-музыканта Рика Эстли включает в себя 8 студийных альбомов, 12 сборников, 2 ремиксовых альбома, 22 сингла, 2 видеоальбома, 16 видеоклипов.
Дебютный альбом Рика Эстли Whenever You Need Somebody, изданный в 1987 году, добился большого коммерческого успеха. Пластинка возглавила хит-парады Великобритании и Германии, а также стала четырежды платиновой в Канаде и на родине музыканта. Общий тираж альбома приблизительно составил 15, 2 миллиона экземпляров. Сингл с этого альбома, «Never Gonna Give You Up», стал популярным хитом и достиг 1 места в 11 странах мира. Третий сингл «Together Forever» занял 1 строчку в чартах Ирландии, Испании, Канады, США. В 1988 году вышел второй альбом Hold Me in Your Arms, который в музыкальном плане получился слабее предыдущего, из-за чего был прохладно встречен критиками. Несмотря на это, диску был присвоен двукратный платиновый статус в Канаде и Испании, а синглы «She Wants to Dance with Me», «Take Me to Your Heart» и «Hold Me in Your Arms» стали хитами. В том же году, музыкант получил награду Brit Awards за «Лучший сингл» — «Never Gonna Give You Up».
Третий альбом Free (1991), на котором Рик Эстли совершил отход от танцевальной музыки и диско в сторону ритм-энд-блюз и поп-звучания, был провальным в коммерческом отношении и не смог повторить успеха предыдущих работ музыканта. Лишь сингл «Cry for Help» попал в топ-10, а «Move Right Out» и «Never Knew Love» оказались за пределами десятки лучших.
В 1993 году был выпущен четвёртый по счету в дискографии Рика Эстли альбом Body & Soul, который занял 185 место в США, но обошел стороной британский чарт и другие мировые хит-парады. Вследствие этого, Эстли ушел со сцены и не выпускал новых релизов до 2000-х годов.
После восьмилетнего перерыва в музыкальной карьере, в 2001 году был издан пятый альбом Keep It Turned On, записанный в таких жанрах, как данс-поп и R&B. Он занял 56 место в хит-параде Германии. В 2005 году музыкант представил публике новую работу — Portrait — альбом, полностью состоящий из кавер-версий песен американских джазовых музыкантов, а также различных композиций из кинофильмов.
В 2016 году певец издал седьмой студийный альбом 50, который достиг 1 места в хит-параде Великобритании и был сертифицирован как платиновый.
До 1993 года Рик Эстли продал более 40 миллионов копий своих записей. В 2008 году артист получил награду MTV Europe Music Awards в номинации «Best Act Ever». Все коды названий стран в статье приведены в соответствии со стандартом ГОСТ 7.67-2003.

## Студийные альбомы
| 1987                                                                       | Whenever You Need Somebody - Дата выхода: 16 ноября - Лейбл: RCA Records - Форматы: LP, CD, CS | 14 | 3  | 1  | 1  | 2  | 3  | 2  | 3  | 4 | 10  | 5  | 2  | 2  | Список - : 4×Платиновый - : Платиновый - : Платиновый - : 3×Платиновый - : 4×Платиновый - : 2×Платиновый - : Золотой - : 2×Золотой - : Платиновый - : Золотой |
| 1989                                                                       | Hold Me in Your Arms - Дата выхода: 26 ноября - Лейбл: RCA Records - Форматы: LP, CD, CS       | 19 | 30 | 8  | 3  | —  | 15 | 42 | 28 | — | 19  | 28 | 11 | 7  | Список - : Золотой - : Золотой - : Золотой - : 2×Платиновый - : 2×Платиновый - : Золотой - : Золотой                                                          |
| 1991                                                                       | Free - Дата выхода: 12 марта - Лейбл: RCA Records - Форматы: LP, CD, CS                        | 20 | 24 | 9  | 8  | 18 | 34 | 24 | —  | — | 31  | —  | 26 | 16 | Список - : Золотой - : Золотой |
| 1993                                                                       | Body and Soul - Дата выхода: 28 сентября - Лейбл: RCA Records - Форматы: LP, CD, CS            | —  | —  | —  | —  | —  | —  | —  | —  | — | 185 | —  | —  | —  | |
| 2001                                                                       | Keep It Turned On - Дата выхода: 3 декабря - Лейбл: Polydor Records - Форматы: LP, CD, CS      | —  | —  | —  | 56 | —  | —  | —  | —  | — | —   | —  | —  | —  | |
| 2005                                                                       | Portrait - Дата выхода: 17 октября - Лейбл: RCA Records - Формат: CD                           | —  | —  | 26 | —  | —  | —  | —  | —  | — | —   | —  | —  | —  | |
| 2016                                                                       | 50 - Дата выхода: 10 июня - Лейбл: BMG - Формат: CD                                            | —  | 72 | 1  | 42 | —  | —  | 65 | —  | — | —   | —  | 44 | —  | Список - : Платиновый |
| 2018                                                                       | Beautiful Life - Дата выхода: 13 июля - Лейбл: BMG - Формат: LP, CD, CS                        | —  | 70 | 6  | 40 | —  | —  | —  | —  | — | —   | —  | 44 | —  | |
| Знак «—» означает, что альбом не попал в чарт или не был выпущен в стране. |                                                                                                |    |    |    |    |    |    |    |    |   |     |    |    |    | |

## Сборники
| 2000                                                                                                  | Together Forever — Greatest Hits and More - Дата выхода: Февраль - Лейбл: BMG - Формат: 2×CD                    | — | — | —  | — | — | — | — | — | — | — |                    |
| 2002                                                                                                  | Greatest Hits - Дата выхода: 19 марта - Лейбл: BMG, RCA Records - Формат: CD (+DVD), CS                         | — | — | 16 | — | 5 | — | — | — | — | — | Список - : Золотой |
| 2003                                                                                                  | |   |   |    |   |   |   |   |   |   |   |                    |
| The Best of Rick Astley: Never Gonna Give You Up - Дата выхода: 30 сентября - Лейбл: BMG - Формат: CD | — | — | — | —  | — | — | — | — | — | — |   |                    |
| 3 Originals - Дата выхода: 11 марта - Лейбл: BMG - Формат: CD                                         | — | — | — | —  | — | — | — | — | — | — |   |                    |
| 2004                                                                                                  | Love Songs - Дата выхода: Февраль - Лейбл: BMG - Формат: CD                                                     | — | — | —  | — | — | — | — | — | — | — |                    |
| 2004                                                                                                  | Artist Collection: Rick Astley - Дата выхода: 12 октября - Лейбл: BMG - Формат: CD                              | — | — | —  | — | — | — | — | — | — | — |                    |
| 2004                                                                                                  | Platinum & Gold Collection - Дата выхода: - Лейбл: RCA Records - Формат: CD                                     | — | — | —  | — | — | — | — | — | — | — |                    |
| 2005                                                                                                  | Collections - Дата выхода: - Лейбл: Sony BMG - Формат: CD                                                       | — | — | —  | — | — | — | — | — | — | — |                    |
| 2007                                                                                                  | Together Forever: The Best of Rick Astley - Дата выхода: 17 июля - Лейбл: Music Club Deluxe - Формат: 2×CD      | — | — | —  | — | — | — | — | — | — | — |                    |
| 2008                                                                                                  | The Ultimate Collection - Дата выхода: - Лейбл: Sony BMG - Формат: CD                                           | — | — | 17 | — | — | — | — | — | — | — |                    |
| 2008                                                                                                  | Playlist: The Very Best of Rick Astley - Дата выхода: 17 июня - Лейбл: RCA Records, Legacy Records - Формат: CD | — | — | —  | — | — | — | — | — | — | — |                    |
| 2010                                                                                                  | Free…Plus / Body & Soul…Plus - Дата выхода: 3 мая - Лейбл: Edsel Records - Формат: 2×CD                         | — | — | —  | — | — | — | — | — | — | — |                    |
| Знак «—» означает, что альбом не попал в чарт или не был выпущен в стране.                            | |   |   |    |   |   |   |   |   |   |   |                    |

## Ремиксовые альбомы
| Год                                                                       | Альбом                                                                                 | Высшие позиции в хит-парадах | Высшие позиции в хит-парадах | Высшие позиции в хит-парадах | Высшие позиции в хит-парадах | Высшие позиции в хит-парадах | Высшие позиции в хит-парадах | Высшие позиции в хит-парадах | Высшие позиции в хит-парадах | Высшие позиции в хит-парадах |
| Год                                                                       | Альбом                                                                                 | АВС                          | АВТ                          | ВЕЛ                          | ФРГ                          | НИД                          | НОЗ                          | НОР                          | ШВА                          | ШВЕ                          |
| ------------------------------------------------------------------------- | -------------------------------------------------------------------------------------- | ---------------------------- | ---------------------------- | ---------------------------- | ---------------------------- | ---------------------------- | ---------------------------- | ---------------------------- | ---------------------------- | ---------------------------- |
| 1989                                                                      | 12" Collection - Дата выхода: 21 марта - Лейблы: RCA Records, PWL Records - Формат: CD | —                            | —                            | —                            | —                            | —                            | —                            | —                            | —                            | —                            |
| 1990                                                                      | Dance Mixes - Дата выхода: 21 мая - Лейбл: RCA Records - Формат: CD                    | —                            | —                            | —                            | —                            | —                            | —                            | —                            | —                            | —                            |
| Знак «—» означает, что релиз не попал в чарт или не был выпущен в стране. |                                                                                        |                              |                              |                              |                              |                              |                              |                              |                              |                              |

## Синглы
| 1987                                                                      | «Never Gonna Give You Up»                      | 1  | 4  | 2  | 1   | 1  | 2 | 1 | 3     | 1  | 1  | 1  | 1 | 6  | 1  | 1  | 1  | 2  | 1  | 1 | Список - : Золотой - : Золотой - : Золотой - : Золотой - : Серебряный - : Золотой |
| 1987                                                                      | «Whenever You Need Somebody»                   | 3  | 4  | 2  | 3   | 1  | 3 | — | 3     | —  | 2  | 9  | 2 | 11 | —  | —  | —  | 1  | 1  | 7 |                                                                                   |
| 1987                                                                      | «When I Fall in Love/My Arms Keep Missing You» | 28 | 21 | 2  | 2   | 6  | 2 | — | 16/28 | —  | 3  | 25 | — | —  | —  | —  | —  | 14 | 12 | 3 | Список - : Серебряный                                                             |
| 1988                                                                      | «Together Forever»                             | 19 | 10 | 29 | 2   | 5  | 1 | 1 | 6     | 1  | 12 | 10 | — | 18 | 1  | 2  | 1  | 14 | —  | — | Список - : Золотой                                                                |
| 1988                                                                      | «It Would Take a Strong Strong Man»            | —  | —  | —  | —   | —  | — | — | —     | 1  | —  | —  | — | —  | 10 | 1  | 8  | —  | —  | — |                                                                                   |
| 1988                                                                      | «Don't Say Goodbye»                            | —  | —  | —  | —   | —  | — | — | —     | —  | —  | —  | — | —  | —  | —  | —  | —  | —  | — |                                                                                   |
| 1988                                                                      | «She Wants to Dance with Me»                   | 15 | —  | —  | 6   | 10 | 4 | 5 | 7     | 44 | 8  | 10 | — | —  | 6  | 5  | 13 | 12 | 12 | 2 |                                                                                   |
| 1988                                                                      | «Take Me to Your Heart»                        | 41 | —  | —  | 8   | 10 | 5 | 2 | 6     | —  | 11 | 43 | — | 18 | —  | —  | —  | 16 | 10 | — |                                                                                   |
| 1989                                                                      | «Hold Me in Your Arms»                         | 77 | —  | —  | 10  | 32 | 7 | — | —     | —  | 35 | —  | — | —  | —  | —  | —  | —  | —  | — |                                                                                   |
| 1989                                                                      | «Giving Up on Love»                            | —  | —  | —  | —   | —  | — | — | —     | —  | —  | —  | — | 46 | 38 | 11 | —  | —  | —  | — |                                                                                   |
| 1989                                                                      | «Ain't Too Proud to Beg»                       | —  | —  | —  | —   | —  | — | — | —     | —  | —  | —  | — | —  | 89 | 16 | —  | —  | —  | — |                                                                                   |
| 1991                                                                      | «Cry for Help»                                 | 13 | 22 | —  | 7   | 14 | 9 | — | 13    | 4  | 11 | —  | — | —  | 7  | 1  | —  | —  | 17 | — |                                                                                   |
| 1991                                                                      | «Move Right Out»                               | —  | —  | —  | 58  | 52 | — | — | 33    | 38 | 66 | —  | — | —  | 81 | 29 | —  | —  | —  | — |                                                                                   |
| 1991                                                                      | «Never Knew Love»                              | —  | —  | —  | 70  | —  | — | — | —     | —  | —  | —  | — | —  | —  | —  | —  | —  | —  | — |                                                                                   |
| 1993                                                                      | «Hopelessly»                                   | —  | —  | —  | 33  | —  | — | — | —     | 17 | —  | —  | — | —  | 28 | 4  | —  | —  | —  | — |                                                                                   |
| 1993                                                                      | «The Ones You Love»                            | —  | —  | —  | 48  | 54 | — | — | —     | 54 | —  | —  | — | —  | —  | 19 | —  | —  | —  | — |                                                                                   |
| 2001                                                                      | «Sleeping»                                     | —  | —  | —  | —   | 60 | — | — | —     | —  | —  | —  | — | —  | —  | —  | —  | 69 | —  | — |                                                                                   |
| 2008                                                                      | «Never Gonna Give You Up» (переиздание)        | —  | —  | —  | —   | —  | — | — | —     | —  | —  | —  | — | —  | —  | —  | —  | —  | —  | — |                                                                                   |
| 2010                                                                      | «Lights Out»                                   | —  | —  | —  | 97  | —  | — | — | —     | —  | —  | —  | — | —  | —  | —  | —  | —  | —  | — |                                                                                   |
| 2016                                                                      | «Keep Singing»                                 | —  | —  | 75 | 127 | —  | — | — | —     | —  | —  | —  | — | —  | —  | —  | —  | —  | —  | — |                                                                                   |
| 2016                                                                      | «Angels on My Side»                            | —  | —  | —  | —   | —  | — | — | —     | —  | —  | —  | — | —  | —  | —  | —  | —  | —  | — |                                                                                   |
| 2016                                                                      | «Dance»                                        | —  | —  | —  | —   | —  | — | — | —     | —  | —  | —  | — | —  | —  | —  | —  | —  | —  | — |                                                                                   |
| Знак «—» означает, что сингл не попал в чарт или не был выпущен в стране. |                                                |    |    |    |     |    |   |   |       |    |    |    |   |    |    |    |    |    |    |   |                                                                                   |

## Совместные издания
| Год                                                                       | Альбом | Высшие позиции в хит-парадах | Высшие позиции в хит-парадах | Высшие позиции в хит-парадах | Высшие позиции в хит-парадах | Высшие позиции в хит-парадах | Высшие позиции в хит-парадах | Высшие позиции в хит-парадах | Высшие позиции в хит-парадах | Высшие позиции в хит-парадах |
| Год                                                                       | Альбом | АВС                          | АВТ                          | ВЕЛ                          | ГЕР                          | НИД                          | НОЗ                          | НОР                          | ШВА                          | ШВЕ                          |
| ------------------------------------------------------------------------- | --- | ---------------------------- | ---------------------------- | ---------------------------- | ---------------------------- | ---------------------------- | ---------------------------- | ---------------------------- | ---------------------------- | ---------------------------- |
| 1987                                                                      | «When You Gonna» (совместно с Лизой Картер) - Дата выхода: - Лейбл: RCA Records - Формат: LP                                                                     | —                            | —                            | —                            | —                            | —                            | —                            | —                            | —                            | —                            |
| 1987                                                                      | «Learning to Live (Without Your Love)» (совместно с O’Chi Brown) - Дата выхода: - Лейбл: Magnetic Dance - Формат: LP                                             | —                            | —                            | —                            | —                            | —                            | —                            | —                            | —                            | —                            |
| 1987                                                                      | «Beethoven (I Love to Listen to) / Whenever You Need Somebody» (совместно с Eurythmics) - Дата выхода: - Лейбл: RCA Records - Формат: LP                         | —                            | —                            | —                            | —                            | —                            | —                            | —                            | —                            | —                            |
| 1987                                                                      | «I Surrender (to the Spirit of the Night) / Never Gonna Give You-up» (совместно с Самантой Фокс) - Дата выхода: - Лейблы: Jive Records, RCA Records - Формат: LP | —                            | —                            | —                            | —                            | —                            | —                            | —                            | —                            | —                            |
| 2013                                                                      | «Winter Wonderland» (совместно с Ким Уайлд) - Дата выхода: - Лейбл: - Формат: CD, ЦЗ                                                                             | —                            | —                            | —                            | —                            | —                            | —                            | —                            | —                            | —                            |
| Знак «—» означает, что релиз не попал в чарт или не был выпущен в стране. | |                              |                              |                              |                              |                              |                              |                              |                              |                              |

## Видеоальбомы
| Год                                                                       | Альбом                                                                  | Высшие позиции в хит-парадах | Высшие позиции в хит-парадах | Высшие позиции в хит-парадах | Высшие позиции в хит-парадах | Высшие позиции в хит-парадах | Высшие позиции в хит-парадах | Высшие позиции в хит-парадах | Высшие позиции в хит-парадах | Высшие позиции в хит-парадах |
| Год                                                                       | Альбом                                                                  | АВС                          | AВТ                          | ВЕЛ                          | ГЕР                          | НИД                          | НОЗ                          | НОР                          | ШВА                          | ШВЕ                          |
| ------------------------------------------------------------------------- | ----------------------------------------------------------------------- | ---------------------------- | ---------------------------- | ---------------------------- | ---------------------------- | ---------------------------- | ---------------------------- | ---------------------------- | ---------------------------- | ---------------------------- |
| 1989                                                                      | Video Hits - Дата выхода: 7 марта - Лейбл: BMG Video - Форматы: VHS, LD | —                            | —                            | —                            | —                            | —                            | —                            | —                            | —                            | —                            |
| 2004                                                                      | The Artist Collection - Дата выхода: - Лейбл: Sony BMG - Формат: DVD    | —                            | —                            | —                            | —                            | —                            | —                            | —                            | —                            | —                            |
| Знак «—» означает, что релиз не попал в чарт или не был выпущен в стране. |                                                                         |                              |                              |                              |                              |                              |                              |                              |                              |                              |

## Другие релизы
| Год                                                                       | Альбом                                                            | Высшие позиции в хит-парадах | Высшие позиции в хит-парадах | Высшие позиции в хит-парадах | Высшие позиции в хит-парадах | Высшие позиции в хит-парадах | Высшие позиции в хит-парадах | Высшие позиции в хит-парадах | Высшие позиции в хит-парадах | Высшие позиции в хит-парадах |
| Год                                                                       | Альбом                                                            | АВС                          | АВТ                          | ВЕЛ                          | ГЕР                          | НИД                          | НОЗ                          | НОР                          | ШВА                          | ШВЕ                          |
| ------------------------------------------------------------------------- | ----------------------------------------------------------------- | ---------------------------- | ---------------------------- | ---------------------------- | ---------------------------- | ---------------------------- | ---------------------------- | ---------------------------- | ---------------------------- | ---------------------------- |
| 2011                                                                      | 4 Hits - Дата выхода: 14 октября - Лейбл: Sony Music - Формат: CD | —                            | —                            | —                            | —                            | —                            | —                            | —                            | —                            | —                            |
| Знак «—» означает, что релиз не попал в чарт или не был выпущен в стране. |                                                                   |                              |                              |                              |                              |                              |                              |                              |                              |                              |

## Видеоклипы
| Год  | Песня                        | Режиссёр(ы) |
| ---- | ---------------------------- | ----------- |
| 1987 | «Never Gonna Give You Up»    | Саймон Уэст |
| 1987 | «Whenever You Need Somebody» |             |
| 1988 | «Together Forever»           | Майк Брэйди |
| 1988 | «She Wants to Dance with Me» |             |
| 1988 | «Take Me to Your Heart»      |             |
| 1988 | «Giving Up on Love»          |             |
| 1989 | «Hold Me in Your Arms»       |             |
| 1991 | «Cry for Help»               |             |
| 1993 | «Hopelessly»                 | Грег Мазуак |
| 2001 | «Sleeping»                   |             |
| 2006 | «Vincent»                    | Энди Гофф   |
| 2010 | «Lights Out»                 | Питер Кэй   |
| 2016 | «Keep Singing»               |             |
| 2016 | «Angels On My Side»          |             |
| 2016 | «Pray With Me»               |             |
| 2016 | «Dance»                      |             |

## Саундтреки
| Год  | Фильм                                  | Альбом                                                                   | Песня                                              |
| ---- | -------------------------------------- | ------------------------------------------------------------------------ | -------------------------------------------------- |
| 1986 | Knights & Emeralds                     | The Music From The Film — Knights & Emeralds                             | «Modern Girl»                                      |
| 1988 | «Нежные растяпы II»                    | Zärtliche Chaoten II (Original Soundtrack Aus Dem Kino-Film)             | «Never Gonna Give You Up»                          |
| 1994 | Drei Zum Verlieben                     | Drei Zum Verlieben — Der Soundtrack Zur RTL-Serie                        | «Hopelessly»                                       |
| 1997 | «Роми и Мишель на встрече выпускников» | More Music From The Motion Picture Romy And Michele’s Highschool Reunion | «Together Forever»                                 |
| 2002 | «Год первого поцелуя»                  | Das Jahr Der Ersten Küsse — Der Original Soundtrack                      | «Never Gonna Give You Up»                          |
| 2004 | Lovely Day                             | Lovely Day — The Perfect Soundtrack for Any Day                          | «Wherever You Need Somebody»                       |
| 2004 | «Какой счастливый день»                | Oh Happy Day — Original Guddommelig Motion Picture Soundtrack            | «Pray to the Bottle», «Sing», «Faith, Hope & Love» |
| 2012 | «Кит Лемон»                            | Music From & Inspired By Keith Lemon The Film                            | «Never Gonna Give You Up»                          |